# Рик Руд
Ричард Ъруин Рууд (на английски: Richard Erwin Rood; 7 декември 1958 г. – 20 април 1999 г.), по-известен с името „Очарователният“ Рик Руд, е бивш американски професионален кечист от 1980-те и 1990-те години. Състезавал се е в WWF, WCW и ECW. Руд е четирикратен световен шампион (три пъти WCW Международен световен шампион в тежка категория и един път WCWA Световен шампион в тежка категория), еднократен WCW шампион на Съединените щати и един път WWF Интерконтинентален шампион.
В края на 1997 г. Руд основава групата D-Generation X заедно с Шон Майкълс, Трите Хикса и Чайна. На 17 ноември същата година, в разгара на войните за рейтинг в понеделник вечер, той става единственият човек, който се появява на WWF Първична сила и WCW Нитро в една и съща нощ, тъй като първото шоу е предварително записано и Руд преминава в WCW междувременно.
Той е посмъртно включен в Залата на славата на WWE през 2017 г.

## Кариера

### Ранна кариера (1982–1984)
След като се дипломира в Anoka-Ramsey Community College по физическо възпитание, Руд е обучен като кечист от Еди Шарки. Той започва кариерата си през 1982 г. като Рики Рууд. Руд губи телевизионния си дебют срещу Джос Ледюк на 6 ноември 1982 г. в епизода на Mid Atlantic Championship Wrestling. Той стартира с NWA: All-Star Wrestling във Ванкувър, преди да продължи да се състезава за Georgia Championship Wrestling (GCW) и по-късно базираната в Мемфис Continental Wrestling Association. Руд дебютира на 28 май 1983 г. в World Championship Wrestling побеждавайки Пат Роуз с дропкик. По-късно той напуска и се присъединява към National Wrestling Alliance, като дебютира в WCCW в мач срещу Камала, който той губи, и след това отива в Jim Crockett Promotions, където той и различни партньори враждуват с Уличните воини. Той се завръща в Мемфис през 1984 г., този път като „Очарователният“ Рик Руд, свръх самоуверен, арогантен, наставляван от Джими Харт. Грубо враждува с Джери Лоулър, а по-късно и с бившия му партньор, Кинг Конг Бънди.

### Championship Wrestling from Florida (1984–1985)
Руд е нает от Championship Wrestling from Florida (CWF) през декември 1984 г., където е наставляван от Пърси Прингъл. Той побеждава Пес Уейтли за Титлата в тежка категория на NWA Florida на 16 януари 1985 г. и губи от Брайън Блеър на 10 април 1985 г. Той отново печели титлата на 20 юли 1985 г., когато побеждава Майк Греъм във финалите на южната част. Той държи колана до 2 октомври същата година, когато го губи от Уахо Макданиъл.

### World Class Championship Wrestling (1985–1986)
Дебютирайки на 18 октомври 1985 г., Руд отива в World Class Championship Wrestling (WCCW) заедно с Прингъл, където се бие с Кевин Фон Ерик и Крис Адамс. По време на своето пребиваване в WCCW, Руд печели Титлата в тежка категория на NWA на 4 ноември 1985 г. Въпреки това, WCCW се оттегля от NWA на 20 февруари 1986 г. и променя името си на World Class Wrestling Association (WCWA). Американската титла на NWA е преименувана на Световна титла в тежка категория на WCWA, докато Руд все още държи титлата. В резултат на това, Руд става първият световен шампион на компанията. След като губи титлата от Крис Адамс през юли 1986 г., той уволнява Прингъл и за кратко го заменя със сестра си Рейвън.

### Jim Crockett Promotions (1986–1987)
През септември 1986 г. Руд се връща в JCP и се присъединява към Мани Фернандес и неговия мениджър Пол Джоунс в съперничеството им с Уахо Макданиъл. Руд и Фернандес, известни заедно като Awesome Twosome, спечелват Световните отборни титли на NWA на 6 декември 1986 г. от Рокендрол Експрес, и започват вражда, която завършва, когато Руд отива в WWF. Джим Крокет младши, излъчва предварително записан мач, където Рокендрол Експрес побеждава Руд и Фернандес и твърди, че Руд се е контузил.

### WWF (1987–1990)

#### Дебют (1987–1988)
Руд прави своя дебют в WWF на Superstars Of Wrestling на 15 юли 1987 г. като най-новото попълнение в семейството на Боби Хийнън. Неговата първа вражда в WWF е с Пол Орндорф, преди да започне една от най-известните си вражди с Джейк „Змията“ Робъртс. Руд има практика преди мача, когато той обижда мъжете в тълпата (обикновено ги нарича „дебели и безформени“) и след победите си се целува с жена, която Хийнън избира от публиката. Една от запазените марки на Руд е специалните му гащи, които той носи по време на мачове.
До средата на 1988 г. Руд продължава да носи втори чифт гащи под тези, които носи на ринга, включително по време на мача срещу Джънкярд Дог на първото Лятно тръшване в Madison Square Garden. По време на мача, Руд се изкачва до най-горната стяга на ринга. Докато е там, той издърпва гащите си, за да разкрие за секунда вторите такива с нарисуваното лице на Шерил Робъртс - съпругата на Джейк. След като удря Джънкярд Дог с летящ юмрук, той е нападнат от Робъртс, който е видял действието от съблекалнята. Нападението на Робъртс над Руд води до дисквалификация на Джънкярд Дог, което дава на Руд победата. Сблъсъкът на Руд с Робъртс стига до края си, когато Робъртс тушира Руд след ДДТ по време на Сериите Оцеляване от 1988 г.

#### Интерконтинентален шампион и напускане (1989–1990)
Следващата голяма вражда на Руд е с Ултимейт Уориър и започва през януари на pay-per-view-то Кралски грохот (1989), където завършва с Руд, атакуващ Уориър с метална тръба. С помощта на Хийнън, Руд печели Интерконтиненталната титла на WWF от Уориър на Кечмания 5, преди да я загуби от него на Лятно тръшване (1989), дължащо се до голяма степен на намеса от страна на Роди Пайпър. След това, Руд се бие с Пайпър, което довежда до конфликт между съответните им отбори в Сериите Оцеляване от 1989 г. Руд продължава да има много мачове с Пайпър, включително в стоманена клетка, губейки по-голямата част от тях, преди да има кратка програма срещу Джими Снука, когото побеждава на Кечмания 6. Руд възобновява конфликта си с Ултимейт Уориър през лятото на 1990 г., след като Уориър печели Световната титла в тежка категория на WWF. Руд започва строг тренинг за подготовка за Уориър, и взима по-сериозен подход, като пренебрегва жените и подстригва дългата си коса (стил, който ще поддържа до края на кариерата си). Враждата завършва в стоманена клетка на Лятно тръшване (1990), в което Руд е победен от Ултимейт Уориър. След това той трябва да се съревновава с Биг Бос Мен, което стартира, когато мениджърът на Руд – Боби Хийнън започва да прави унизителни коментари за майката на Бос Мен. Руд по-късно подкрепя изявленията и предизвиква Бос Мен. Руд има спор със собственика на WWF – Винс Макмеън, който го кара да напусне компанията.

### WCW (1991–1994)

#### The Dangerous Alliance и шампион на САЩ (1991–1993)
След като прекарва една година в избрани предавания на независими компании, както и турне през юли 1991 г. за All Japan Pro Wrestling (AJPW), Руд се връща в WCW, която първоначално е JCP, преди да бъде продадена на Тед Търнър в края на 1988 г. Той се връща маскиран и под името WCW Фантом на Halloween Havoc на 27 октомври 1991 г., разобличавайки себе си по-късно същата нощ. Той ръководи The Dangerous Alliance („Опасният съюз“), състоящ се от него, Пол Е. Дейнджърсли, Мадуса, Арн Андерсън, Боби Ийтън, Лари Збиско и „Зашеметителния“ Стив Остин. На 19 ноември 1991 г., Руд побеждава Стинг за Титлата на Съединените щати и се заема с редица високопоставени вражди, включително и с Рики Стиймбоут.
През 1992 г. Руд и Мадуса напускат The Dangerous Alliance и се разправят с Никита Колоф. Руд оспорва световния шампион в тежка категория Рон Симънс няколко пъти, но не успява да спечели титлата. През декември 1992 г. Руд претърпява контузия на врата и е принуден да се откаже от Титлата на Съединените щати, като по този начин прекратява царуването си от почти 14 месеца, което все още стои днес като второто най-дълго в почти 40-годишната история на титлата. Руд се връща сам през април 1993 г. и се опитва да си върне титлата от Дъстин Роудс, който я печели, докато е бил контузен. В крайна сметка титлата е задържана след няколко противоречиви финала на мачовете между двамата. След 30-минутен мач Железния човек, завършил с равенство 1:1 на Beach Blast (1993) на 18 юли, а най-добрата от трите серии е поставена между двамата в събота вечер. Руд печели първия мач на 28 август, но губи от Роудс два пъти на 4 и 11 септември, губейки шанса си да спечели Титлата на САЩ.

#### Международен световен шампион в тежка категория и пенсиониране (1993–1994)
Руд се насочва към Световната титла в тежка категория на NWA, като прави намеренията си ясни на 28 август 1993 г., когато той е гост на тогавашния шампион Рик Светкавицата в A Flair For the Gold. Руд побеждава Светкавицата за титлата през септември 1993 г. на Fall Brawl (1993). Тъй като WCW се оттегля от NWA, WCW губи правата си да продължи да използва Световната титла в тежка категория на NWA. WCW създава своя собствена титла, наричайки я Международна световна титла в тежка категория на WCW, която Руд губи от Хироши Хасе на 16 март 1994 г. в Токио, Япония. Руд си възвръща титлата само осем дни по-късно в Киото, Япония. След като губи титлата от Стинг на 17 април в Spring Stampede (1994), Руд тушира Стинг на 1 май в Wrestling Dontaku, за да стане трикратен шампион. Руд обаче, наранява гърба си по време на мача, след като получава самоубийствено гмуркане на ринга. След като не може да се бори, той е лишен от титлата. Руд се оттегля от ринга малко след това.

### ECW (1997)
Руд се присъединява към Extreme Championship Wrestling (ECW) като маскиран човек, който тормози Шейн Дъглас, като в един момент отново напада Франсин. В края на краищата той е разобличен и става коментатор, след което се приспособява за кратко време с Дъглас и неговата Triple Threat група. В главното събитие на Heat Wave (1997), Руд прави еднократно завръщане на ринга в мач от шест души, където си партнира с отбора на Томи Дриймър и Сендмен, за да се изправи срещу Джери Лоулър и ECW звездите Роб Ван Дам и Сабу. По време на ECW срещу USWA / WWF междуфирмената конкуренция, Руд помага на Лоулър да спечели мачове срещу Дриймър и Сендмен.

### Връщане в WWF (1997)
На 11 август 1997 г. Руд се завръща в WWF като „застрахователна полица“ на групата, която ще стане известна като D-Generation X (DX) (Шон Майкълс, Трите Хикса и Чайна). Името D-Generation X е използвано за пръв път на 13 октомври 1997 г. Като член на DX, Руд никога не се бие, но остава до ринга по време на мачовете на групата. Няколко дни след Прецакването в Монреал на Серии Оцеляване (1997), Руд отново напуска WWF. Според Брет Харт, Руд остава в съблекалнята по време на конфронтацията на Брет с Винс Макмеън след мача в Монреал, а по-късно се обажда на Ерик Бишоф, като информира Бишоф, че всъщност това, което се е случило, е реално. Руд не е подписвал договор с WWF, а вместо това е участвал на принципа „плащане на участие“. Руд успява да договори сделка с Бишоф и WCW, до голяма степен поради гнева си за Прецакването в Монреал.

### Връщане в WCW (1997–1999)
Руд се появява и в Първична сила, и в Нитро в една нощ на 17 ноември 1997 г. На Нитро, което е на живо, се появява Руд с мустаци, който продължава да критикува Винс Макмеън, Шон Майкълс, DX и WWF, наричайки компанията „Титаник“ (позоваването на Titan Sports, която е компанията-майка на WWF, известна тогава като „потъващия кораб“). Един час по-късно в Първична сила (което е записано шест дни по-рано), Руд се появява с цялостна брада, с която е през последните няколко седмици в WWF. Руд също се появява на ECW Hardcore TV през този уикенд (14–16 ноември, тъй като шоуто е синдикирано по различен начин в зависимост от пазара). Руд все още прави ECW изяви, докато е в D-Generation X, тъй като WWF и ECW често си сътрудничат по отношение на кечисти.
В WCW, Руд става член на Новият световен ред (nWo), където е мениджър на своя приятел Кърт Хениг. Така Руд става първият кечист, който е бил част от DX и nWo. Когато се разделя nWo, Хениг и Руд се присъединяват към nWo Уолфпак (Глутницата), и се опитват да мотивират Конан да победи Голдбърг, който тогава е непобеден. Когато Конан е победен от Голдбърг, Руд и Хениг го нападат, а по-късно се присъединяват към nWo Холивуд, съперниците на Уолфпак. Към края на 1998 г. и Руд и Хениг са извън програмите на WCW, поради травми. Хениг има травма на крака през тази година, а за Руд се смята, че има рак на тестисите, който по-късно се оказа сперматоцеле. Хениг се връща в nWo след контузията си на Starrcade (1998) без Руд, който все още не може да участва. Руд официално напуска WCW през март 1999 г.

## Личен живот
Руд се жени за съпругата си Мишел през 1988 г. и остават заедно до смъртта му през 1999 г. Те имат 3 деца, Ричард младши, Мериса и Колтън. По-малкият му син, Колтън, загива на 3 септември 2016 г. в катастрофа с мотоциклет в Рим, Джорджия, на 19-годишна възраст.
Брет Харт заявява, че Руд е предан семеен мъж, който никога не е свалял сватбения си пръстен дори по време на мачове, а го прикривал с лента. Харт също заявява, че Руд, заедно с Кърт Хениг, е един от най-големите технически кечисти на своята епоха.

## Смърт
Рик Руд е открит в безсъзнание от съпругата си и почива сутринта на 20 април 1999 г. на 40-годишна възраст, когато получава сърдечна недостатъчност. Доклад от аутопсията показва, че той е починал от свръхдоза „смесени лекарства“. Руд свидетелства през 1994 г., че е използвал анаболни стероиди за облекчаване на болката в ставите и увеличаване на мускулната маса. По време на смъртта си, Руд тренира за да се върне на ринга.

## Титли и отличия
- Championship Wrestling from Florida
  - Южна титла в тежка категория на NWA (Флорида) (2 пъти)[1][21]
  - Отборни титли на Съединените щати на NWA (Флорида) (1 път)[22] – с Джеси Бар
- Continental Wrestling Association
  - Южна титла в тежка категория на NWA/AWA (1 път)[1][23]
  - Южни отборни титли на NWA/AWA (1 път)[24] – с Кинг Конг Бънди
- Jim Crockett Promotions / World Championship Wrestling
  - Международна световна титла в тежка категория на WCW (3 пъти)[25]
  - Титла на Съединените щати на WCW (1 път)[26]
  - Световни отборни титли на NWA (1 път)[27] – с Мани Фернандес
- World Class Championship Wrestling / World Class Wrestling Association
  - Американска титла в тежка категория на NWA (1 път)[28]
  - Телевизионна титла на WCWA (1 път)[1][29]
  - Световна титла в тежка категория на WCWA (1 път)[1][30]
- World Wrestling Federation / WWE
  - Интерконтинентална титла на WWF (1 път)[1][31]
  - Зала на славата на WWE (2017)

### Интро песни
- - Smooth Operator By Sade (WCCW)
  - The Stripper By David Rose (WWF)
  - Toccata And Fugue In D Minor By Bach (WCW)
  - Big Brother By Unknown Artist (WCW)
  - Simply Ravishing By Harry Slash (WCW)
  - The Stripper By David Rose (ECW)
  - Simply Ravishing By Harry Slash (ECW)
  - Rockhouse By Frank Shelley (WCW)

- Прякори
  - Очарователният
  - Мистър #1 Дерфул

### Завършващи движения
- Rude Awakening (Delayed Hangman's Neckbreaker With Theatrics)
- Overhead Gutwrench Backbreaker Rack
- Belly To Back Suplex
- Camel Clutch
- Delayed Backbreaker
- Diving Fist Drop
- Spike Piledriver
- Diving Knee Drop
- Forearm Club
- Figure Four Leg Lock
- Sleeper Hold
- Pointed Elbow Drop
- DDT